# Črni grad (Hochwart)
Črni Grad ali Hovart (nemško Hochwart (Schwarzes Schloss) ali Hohenwart) je bil srednjeveški grad v istoimenskem zaselku južno od Kostanj v  občini Vrba ob Vrbskem jezeru na avstrijskem Koroškem. Ruševine gradu, ki izhajajo iz druge polovice 12. stoletja, se nahajajo na skalnatem, delno gozdnatem vrhu Malega Strmca (Kleiner Sternberga) na 802 m nadmorske višine.

## Zgodovina
Grad je prvič omenjen v zgodovinskih listinah sredi 12. stoletja, ko je vojvoda Henrik V. Koroški grad in gospostvo Črni grad (Hohenwart) prejel od Pilgrima Vovbrškega /Pilgrima iz Puzola/Pilgrima Hohenwartskega (1135) (†~ 1162) kot darilo. Henrikov brat vojvoda Herman je grad leta 1162 prodal krškemu škofu Romanu I., ki mu je grad in gospostvo takoj dal v fevd. Na začetku 14. stoletja so na gradu gospodarili ministeriali Krške škofije vitezi Teufenbacherji. Po njih sta Črni grad leta 1312 pridobila Ditmar in Hartnid z Vivšnika (Weisseneck). Leta 1365 je Krški škof grad v fevd podelil Ortenburškim grofom. Po letu 1418 so bili lastniki Celjski grofje, po njihovem izumrtju leta 1456 pa je grad prešel v roke vojakov cesarja Friderika III. Habsburškega. Ostaja pa nejasno, ali je bil grad takrat uničen ali pa šele v 16. stoletju. Leta 1515 so gospostvo s porušenim gradom prodali Velikemu mojstru Viteškega reda Sv. Jurija Johanu Geumannu. Po razpadu viteškega reda je Milštat in z njim ruševine Črnega gradu pripadle Habsburžanom. Cesar Ferdinand I. Habsburški je Črni grad prodal Bernardu Khevenhüllerju. Ko se je Hans Khevenhüller pridružil protestantom, so imetje zaplenili. Leta 1639 je cesar Ferdinand III. prodal Črni grad družini Dietrichstein. Ruševine so bile v lasti družine Dietrichstein vse do leta 1913. Njihova naslednika sta bili družini Maresch-Wittgenstein in Josef Neff.

## Grajski kompleks
Grajski kompleks je razdeljen na tri dvorišča, eno za drugim. Od nekdanjega starega gradu iz prve polovice 12. stoletja so se ohranile stene na jugu kompleksa okoli notranjega dvorišča, večina še prepoznavnih sestavnih delov na severovzhodu kompleksa (zunanje dvorišče) je iz druge polovice trinajstega stoletju. Nekdanji kvadratni grajski stolp (iz druge polovice 13. stoletja), katerega vzhodni del je odlomljen, je povezan z zunanjim grajskim zidom; v prvem nadstropju stolpa so na zahodni strani ohranjena koničasta obokana vhodna vrata, na južni strani je vidna erker veranda, v četrtem nadstropju pa še koničasta obokana okna. Ostanki stanovanjskih zgradb in obrambnih zidov so še vedno jasno vidni.

## Grajska kapela
Iz zunanjega grajskega dvorišča se vstopa v dvojno kapelo z delno ohranjeno polkrožno apsido, verjetno iz prve polovice dvanajstega stoletja, prvotno pokrito z ravno streho, pozneje zaščiteno s strmo dvokapno streho. V spodnji kapeli je še vedno viden koničasti slavolok, medtem ko zgornja kapela ne obstaja več. Cerkveni kor je bil obokan, na zahodni steni sta dve okni v obliki rozete.